# 郭淮
郭 淮（かく わい、? - 255年）は、中国後漢末期から三国時代の武将・政治家。魏に仕えた。『三国志』魏志「満田牽郭伝」に伝がある。字は伯済（はくせい）。并州太原郡陽曲県の人。妻は王氏（王淩の妹）。祖父は郭全。父は郭縕。弟は郭配（字は仲南、賈充・裴秀の妻の父）・郭彰（字は叔武）・郭鎮（字は季南）。子は郭統ら少なくとも5人。孫は郭正。甥は郭奕（郭嘉の息子の郭奕とは別人）。姪は郭槐（賈南風の母）。

## 生涯
建安年間（196年 - 220年）に孝廉で推挙され、平原の丞となった。
曹丕が五官将になると、郭淮は召し出され門下賊曹に加えられたが、間もなく曹操へ付き漢中征伐に随行した。漢中制圧後は夏侯淵の司馬としてその地に残り、ともに劉備に備えたが、劉備軍侵攻の際は病気で参戦していなかった。
219年、定軍山の戦いで夏侯淵が討たれると軍内は混乱したが、郭淮は混乱する兵士を取りまとめ、杜襲と協力して張郃に司令官を代行させ、機略でもって劉備の侵攻を防いだ。曹操は漢中に到着すると大いに感心し、張郃に仮節し漢中駐留軍の司令官とした上で、郭淮をその司馬に任じた。
220年、曹丕が王位についた時、郭淮は関内侯の爵位を与えられ、鎮西長史（曹真の長史）に転任した。このとき、征羌護軍も兼任し張郃・楊秋を監督した。周辺の賊を討伐し、関中に平和をもたらし、民衆を安んじた。
同年、曹丕（文帝）が帝位に就くと祝賀に出向いたが、彼は都へ向かう途上で病気に罹ったため、道のりと日数を計算した上で療養に努めた。しかし、既に彼が参内した頃には祝宴が行われていたため、曹丕は彼を咎めた。古の例を取って非難する曹丕に対し、郭淮はそれを逆手にとって弁明した。そのためかえって曹丕に気に入られ、仮の雍州刺史に任命され、5年後に正式な雍州刺史となった。何度も羌族らの反乱を鎮圧したため、降伏者がよく訪れてきたという。予め相手の親族関係などを調査してから面会したため、心を掴んだ。
228年、蜀漢軍が祁山に侵攻すると、郭淮は緊急事態を察知して上邽に馳せ還った（「姜維伝が引く『魏略』」）。諸葛亮は街亭に馬謖を派遣し、列柳に高翔を駐屯させたが、張郃が馬謖を、郭淮が高翔を攻め、これを破った（街亭の戦い）。更に隴西郡の羌族の名家を枹罕で破り、建威将軍に任命された。
229年、蜀の陳式が武都・陰平を攻撃してきた。迎撃に出たが、諸葛亮自ら建威に出陣してきたため敗れ、両郡を奪われた（「諸葛亮伝」）。
230年、蜀の魏延が羌中に侵攻してきた。費耀と迎撃に出たが陽谿で敗れた（「魏延伝」）。
231年、諸葛亮が鹵城に攻めてきた（祁山の戦い）。曹真に代わって指揮官となった司馬懿の下、戴陵や費耀とともに上邽で諸葛亮を迎撃したが敗れた（「諸葛亮伝」が引く『漢晋春秋』）。この時、兵糧不足に苦しめられたが、羌族を手懐け兵糧を提供させた。揚武将軍に任命された。
234年、斜谷に攻めてきた諸葛亮は蘭坑で屯田を始めた。長安方面への攻撃計画を見破り、迎撃して防衛に貢献した。次に諸葛亮が西方に軍を進めると、陽遂が攻撃されると予想し、再びこれを防いだ。
238年、蜀の廖化が守善羌侯の宕蕈を攻撃したため、王贇・游奕に廖化を挟撃させた。郭淮の上奏を受けた曹叡（明帝）は「軍隊の配置は分離を避けるもの」として急ぎ詔勅を下したが、それが届く前に王贇・游奕は廖化に敗れた（「明帝紀」）。
240年、蜀の姜維が隴西に侵攻してきたが、これを防いだ。羌族の迷当を攻撃し、さらに氐族3000余部を降参させ関中に強制移住させた。その功績で左将軍に昇進した。涼州の休屠胡である梁元碧が雍州に帰順したので、郭淮は安定郡高平に移住させることを要請し、彼らのために西州都尉の職を設置するよう取り計らった。後に前将軍へ転任となったが、州の宰領は元通り執り行なった。
244年、曹爽が蜀征伐の軍を起こすと、郭淮も夏侯玄の下で先鋒として従軍したが、形勢不利を覚った郭淮はいち早く味方の軍を脱出させたため、大敗させずに済んだ（興勢の役）。帰還後、仮節された。
247年から248年、隴西・南安・金城・西平にいた羌族の長達が大規模な反乱を起こし、姜維は蛾遮塞・治無戴といった羌族と手を結び魏に侵攻した。姜維は為翅に駐屯していた夏侯覇を攻撃しようとしたが、郭淮がそれを読んで救援に来たため、姜維はすぐに撤退した。その後郭淮は諸軍を率いて羌族と戦い、反乱軍を大いに撃破した。敗れた治無戴・白虎文らは蜀に降伏を申し入れた為、これを迎えるため再び姜維・廖化らが出撃した。諸将が郭淮の、軍を分けて廖化を攻めるべきという判断に反対したが、郭淮はそれらの反対を退け廖化を攻撃し、また夏侯覇を姜維に当たらせた。結果、郭淮の読み通り姜維は廖化救援のために軍を引き返した。しかし姜維に郭淮と夏侯覇の軍は撃破され（華陽国志・劉後主志）、姜維らは治無戴らを迎えた上で蜀に帰還している。都郷侯に昇進した。
249年、夏侯玄に代わって征西将軍・都督雍涼州諸軍事となり、対蜀軍戦線の総司令官にまで昇りつめた。このため、以前より不仲だった夏侯覇は不安を覚え、蜀に亡命したという（「諸夏侯曹伝」が引く『魏略』）。陳泰と協力し、蜀の句安らを降参させた。
250年には、長年の功績を賞され、車騎将軍・儀同三司に昇進し、引き続き都督雍涼諸軍事を兼務した。陽曲侯に封じられ、領邑は2780戸となった。その内の300戸が分割され、一子が亭侯に採り立てられた。
251年、王淩が皇帝廃立を目論んでいたことで司馬懿に討伐され、自害に追い込まれた（王淩の乱）。郭淮の妻が王淩の妹であったため、妻は罪人として中央に赴くよう要請されてしまった。郭淮の配下や周辺の部族長が、挙って郭淮の下へ押し寄せ助命を嘆願したが、郭淮は聞き入れなかった。妻が雍州を離れることになった際、子供たちが額から血を流すほどに叩頭して請願したため、郭淮はそれを見過ごすに忍びず、妻を取り返した。また、この件を司馬懿に言上し｢子供らは母親を哀んでおり、もし母親を失えば彼らも自害するでしょう。そして子供らが亡くなれば、私もまたいないことになります。故に妻を取り返してしまいました。これが法上許されないのであれば、私も然るべき罪に服す所存でございます｣と述べた。司馬懿はその言を受け、彼らの罪を不問とした（『世語』）。
255年死去、享年不明。大将軍を追贈され、貞侯と諡され子が跡を継いだ。郭淮の一族は、晋代にはそれぞれ高官に昇ったという。

## 小説『三国志演義』での生涯
『三国志演義』では、蜀漢の諸葛亮が領内に侵攻して来ると（街亭の戦い）、曹真に推挙されて副都督として祁山に拠った諸葛亮に対抗した。
郭淮は曹真の軍師である王朗の死に乗じて蜀軍が夜襲に来ることを予測するが、夜襲をして来た蜀軍に敗れた。そのため、態勢が立て直るまで羌族に蜀軍の背後を攻撃させることを進言した。
228年、司馬懿が街亭の戦いで馬謖を破ると、功績の独占をおそれ列柳城を取ろうとするが、司馬懿に先を越された。また、蜀軍にも撃退され、長安に止まった。
231年、またも祁山に出た諸葛亮を曹真と共に迎え討つが敗れた。また、孫礼と共に司馬懿の作戦に参加するが、ここでも敗れ、雍城・郿城を守った。
蜀軍が持久戦のため鹵城で麦を刈り取っていることを司馬懿に報告し、蜀軍を追撃するが、諸葛亮の計略により敗退する。また、諸葛亮が開発した、木牛流馬の仕掛けを知らず、食糧を奪われた。
255年、鉄籠山で姜維に包囲された司馬昭を救うため出陣し、敵将を捕らえたが、姜維が射った矢に当たって討死した。